# Эспаньол (женский футбольный клуб)
«Эспаньол» (исп. Real Club Deportivo Español) — испанский женский футбольный клуб из Барселоны, женская секция одноимённого спортивного клуба, один из старейших женских футбольных клубов Испании.

## История
Первый матч в своей истории команда провела в 1970 году. Первого успеха на внутренней арене команда добилась в 1990 году, дойдя до финала Кубка Королевы.
В 1996 году «Эспаньол» впервые в своей истории выиграл Кубок Королевы, а на следующий сезон успешно защитил титул.
В 2006 году команда сделала золотой дубль, кроме очередного Кубка, выиграв и чемпионат Испании. В сезоне 2006/07 «Эспаньол» дебютировал в Кубке УЕФА.
В сезонах 2008/09 и 2009/10 команда выиграла еще два Кубка Испании. Шестой кубковый успех, достигнутый в сезоне 2011/12, позволил команде сравняться с рекордсменом по числу выигранных Кубков Королевы — «Леванте».

## Достижения
- Чемпионат Испании
  -  Чемпион: (1) 2005/06
  -  Вице-чемпион: (3) 2006/07, 2009/10, 2010/11
  -  Бронзовый призёр: (8) 1988/89, 1989/90, 1994/95, 1995/96, 1998/99, 2001/02, 2004/05, 2011/12

- Кубок Королевы
  -  Обладатель: (6) 1995/96, 1996/97, 2005/06, 2008/09, 2009/10, 2011/12